# Rimska provincija
Provincija (latinski: provincia), u vrijeme antičkog Rima, bila je osnovna i najveća upravna jedinica izvan Italije.
Provincijama su upravljali visoko pozicionirani političari iz rimskog senata, obično bivši konzuli ili pretori. 

## Republikanske provincije
Izraz provincia izvorno je značio zadatak ili obavezu u okviru Rimske države.
Za vrijeme Rimske Republike, magistrati su birani u službu na razdoblje od jedne godine, kao i oni koji su izvršavali službe izvan Rima, poput konzula za vrijeme vojnih pohoda kojima je to bila provincija, njihova zadaća pod njihovom vlašću. Ovaj izraz nije imao nikakve veze s teritorijom, sve do prvih rimskih osvajanja nakon Prvog Punskog rata, i zauzeća prvih stalnih provincija  (Sicilija 241. pr. Kr. i Sardinija 237. pr. Kr.) 
Na početku svake godine, provincije su se dodjeljivale budućim rimskim namjesnicima, dobar dio njih direktnim pogodbama. Provicije u kojima se očekivalo više teškoća pri upravljanju, dodjeljivane su aktivnim ili bivšim konzulima i ljudima od velikog ugleda i iskustva, dok su se ostale davale pretorima i propraetor. 
Raspodjela legija po provincijama je također ovisila o opasnostima koje su tamo vladale. Tako Lusitania naprimjer 14. godine nije uopće imala niti jednu stalnu legiju, ali je zato provincija Germania Inferior, gdje je granica na Rajni bila ratna zona, imala garnizon od četiri legije. Ove problematične provincije najviše su željeli budući guverneri. Problemi su značili sukobe i rat, a rat je bio prilika za pljačku, robove za prodaju i ostale prilike za brzo bogaćenje.

### Popis rimskih provincija za vrijeme Republike
- 241. pr. Kr. – Sicilia, propretorska provincija (senatska od 27. pr. Kr.)
- 231. pr. Kr. – Korzika i Sardinija (Corsica et Sardinia), propretorska provincija (senatska od 27. pr. Kr.)
- 203. pr. Kr. – Galija (Gallia Cisalpina), propretorska provincija (spojena s Rimom oko 42. pr. Kr.)
- 197. pr. Kr. – Hispanija (Hispania Citerior) i Hispania Ulterior, propretorske provincije (carske od 27. pr. Kr.)
- 167. pr. Kr. – Ilirik (Illiricum), propretorska provincija (carska od 27. pr. Kr.)
- 146. pr. Kr. – Makedonija (Macedonia), propretorska provincija (senatska od 27. pr. Kr.)
- 146. pr. Kr. – Afrika (Africa proconsularis), prokonzulska provincija (senatska od 27. pr. Kr.)
- 129. pr. Kr. – Azija (Asia), prokonzulska provincija (senatska od 27. pr. Kr.)
- 120. pr. Kr. – Galija Transalpina (Gallia Transalpina) (kasnije Gallia Narbonensis), propretorska provincija (senatska od 27. pr. Kr.)
- 74. pr. Kr. – Bitinija (Bithinia), propretorska provincija (senatska od 27. pr. Kr.)
- 74. pr. Kr. – Kreta i Cirenaika (Creta et Cirenaica), propretorska provincija (senatska od 27. pr. Kr.)
- 66. pr. Kr. – Gordiene (Corduene) (carska od 27. pr. Kr.)
- 64. pr. Kr. – Cilicija (Cilicia) i Cipar (Ciprus), propretorska provincija (senatska od 27. pr. Kr.)
- 64. pr. Kr. – Sirija (Siria), propretorska provincija (carska od 27. pr. Kr.)
- 51. pr. Kr. – Galija (Gallia Comata) (podijeljena 22. pr. Kr.)
- 30. pr. Kr. – Egipat (Aegiptus), osobno vlasništvo cara Augusta, pod posebnim upraviteljem -Praefectus Aegipti
- 29. pr. Kr. – Mezija (Moesia), propretorska provincija (carska od 27. pr. Kr.)

## Vanjske poveznice
- Karta Rimskog carstva  Arhivirana inačica izvorne stranice od 28. studenoga 2006. (Wayback Machine)
- Karta Rimskog carstva oko 300 godine